# Cynoglottis chetikiana
Cynoglottis chetikiana là loài thực vật có hoa trong họ Mồ hôi. Loài này được Vural & Kit Tan mô tả khoa học đầu tiên năm 1983.